# Tiro nos Jogos Paralímpicos de Verão de 2012 - Pistola 25 m misto SH1
A prova de pistola 25 metros misto na classe SH1 do tiro nos Jogos Paralímpicos de Verão de 2012 foi disputada no dia 3 de setembro no The Royal Artillery Barracks, em Londres.

## Medalhistas
| Ouro   | CHN Li Jianfei         |
| Prata  | RUS Sergey Malyshev    |
| Bronze | RUS Valery Ponomarenko |

## Resultados

### Fase de qualificação
| Pos. | Atleta                                 | G | Tiro de precisão | Tiro de precisão | Tiro de precisão | Tiro rápido | Tiro rápido | Tiro rápido | Shoot-off | Total | Notas |
| Pos. | Atleta                                 | G | 1                | 2                | 3                | 1           | 2           | 3           | Shoot-off | Total | Notas |
| ---- | -------------------------------------- | - | ---------------- | ---------------- | ---------------- | ----------- | ----------- | ----------- | --------- | ----- | ----- |
| 1    | RUS Sergey Malyshev                    | M | 91               | 99               | 96               | 99          | 92          | 97          |           | 574   | Q     |
| 2    | TUR Muharrem Korhan Yamaç              | M | 99               | 95               | 95               | 96          | 98          | 90          |           | 573   | Q     |
| 3    | CHN Li Jianfei                         | M | 94               | 97               | 96               | 93          | 94          | 93          |           | 567   | Q     |
| 4    | RUS Valery Ponomarenko                 | M | 94               | 92               | 96               | 94          | 92          | 96          |           | 564   | Q     |
| 5    | CHN Ni Hedong                          | M | 92               | 95               | 95               | 95          | 90          | 96          |           | 563   | Q     |
| 6    | KOR Lee Juhee                          | M | 90               | 91               | 95               | 99          | 93          | 94          |           | 562   | Q     |
| 7    | SRB Živko Papaz                        | M | 90               | 93               | 93               | 92          | 95          | 97          |           | 560   | Q     |
| 8    | KOR Park Sea-Kyun                      | M | 94               | 97               | 97               | 97          | 84          | 90          | 46.0      | 559   | Q     |
| 9    | NOR Bjørn Morten Hagen                 | M | 93               | 90               | 96               | 90          | 96          | 94          | 45.0      | 559   |       |
| 10   | MKD Vanco Karanfilov                   | M | 96               | 92               | 90               | 96          | 90          | 92          |           | 556   |       |
| 11   | ESP Francisco Angel Soriano San Martín | M | 90               | 94               | 95               | 93          | 91          | 91          |           | 554   |       |
| 12   | MKD Olivera Nakovska-Bikova            | F | 89               | 93               | 95               | 93          | 94          | 89          |           | 553   |       |
| 13   | GER Frank Heitmeyer                    | M | 90               | 91               | 90               | 93          | 94          | 93          |           | 551   |       |
| 14   | SUI Paul Schnider                      | M | 93               | 93               | 95               | 88          | 90          | 92          |           | 551   |       |
| 15   | AUT Hubert Aufschnaiter                | M | 95               | 93               | 97               | 86          | 91          | 89          |           | 551   |       |
| 16   | AZE Akbar Muradov                      | M | 95               | 95               | 96               | 84          | 88          | 91          |           | 549   |       |
| 17   | RUS Andrey Lebedinskiy                 | M | 92               | 93               | 94               | 96          | 88          | 84          |           | 547   |       |
| 18   | HUN Gyula Gurisatti                    | M | 92               | 95               | 93               | 85          | 88          | 92          |           | 545   |       |
| 19   | ITA Giancarlo Iori                     | M | 97               | 96               | 97               | 83          | 82          | 89          |           | 544   |       |
| 20   | HUN Krisztina David                    | F | 85               | 96               | 93               | 90          | 88          | 90          |           | 542   |       |
| 21   | TUR Yunus Bahçeci                      | M | 86               | 93               | 88               | 89          | 91          | 88          | 535       |       |       |
| —    | AZE Yelena Taranova                    | F |                  |                  |                  |             |             |             | DNS       |       |       |

### Fase final
- Todos os atletas classificados para a fase final eram homens.

| Pos.   | Atleta                    | Qual. | 1 11      | 2 12     | 3 13      | 4 14      | 5 15      | 6 16      | 7 17      | 8 18      | 9 19      | 10 20     | Final | Total |
| ------ | ------------------------- | ----- | --------- | -------- | --------- | --------- | --------- | --------- | --------- | --------- | --------- | --------- | ----- | ----- |
| Ouro   | CHN Li Jianfei            | 567   | 10.7 10.5 | 9.5 10.5 | 10.5 10.6 | 9.9 9.2   | 10.9 9.7  | 9.8       | 10.0 10.8 | 9.6 10.5  | 9.8 10.0  | 10.4 10.6 | 203.3 | 770.3 |
| Prata  | RUS Sergey Malyshev       | 574   | 10.4 9.4  | 9.9 6.4  | 9.6 10.2  | 8.7 10.1  | 10.2 10.4 | 8.0 10.2  | 10.7 8.0  | 10.2 10.4 | 9.9 8.7   | 9.9 10.2  | 191.5 | 765.5 |
| Bronze | RUS Valery Ponomarenko    | 564   | 9.7 9.9   | 9.5 10.2 | 10.7 10.8 | 10.1 10.4 | 10.2 10.1 | 9.2 10.5  | 9.4 9.7   | 10.4 10.3 | 9.9 10.8  | 10.1 9.0  | 200.9 | 764.9 |
| 4      | TUR Muharrem Korhan Yamaç | 573   | 10.6 10.5 | 9.9 7.3  | 10.5 8.6  | 8.1 10.0  | 10.5 8.5  | 9.6 10.0  | 8.7 10.1  | 10.2 8.4  | 8.0 10.1  | 9.9 10.6  | 190.1 | 763.1 |
| 5      | KOR Lee Juhee             | 562   | 8.6 10.4  | 9.0 10.1 | 10.8      | 10.3 10.5 | 9.9 10.4  | 9.9 8.5   | 9.8 10.8  | 9.4 10.2  | 10.2 10.0 | 10.7 10.3 | 200.6 | 762.6 |
| 6      | CHN Ni Hedong             | 563   | 8.7 10.1  | 10.1 9.9 | 10.2 9.1  | 9.6 9.7   | 10.1 9.9  | 9.3 10.4  | 10.6 10.1 | 10.8 10.5 | 10.5 8.9  | 10.0 10.5 | 199.0 | 762.0 |
| 7      | SRB Živko Papaz           | 560   | 9.2 10.6  | 8.7 10.4 | 10.4 10.3 | 9.6 10.6  | 9.1 10.8  | 10.6 10.9 | 8.7 10.4  | 10.0 9.4  | 8.1 8.8   | 10.4 8.5  | 195.5 | 755.5 |
| 8      | KOR Park Sea-Kyun         | 559   | 10.0      | 10.5 9.2 | 10.5 10.4 | 0.0 10.3  | 9.0 10.0  | 9.2 10.4  | 9.1 9.8   | 10.4 8.7  | 10.1 9.6  | 9.1 9.5   | 185.8 | 744.8 |

Legenda
| Recorde mundial      | Recorde mundial (World record)               |                       | Recorde africano                      | Recorde africano (African) |                                           | Q | Classificado por posição (Qualified) |
| Recorde paralímpico  | Recorde paralímpico (Paralympic record)      | Recorde da América    | Recorde da América (Americas)         | q                          | Classificado por melhor tempo (Qualified) |   |                                      |
| Melhor marca do ano  | Melhor marca do ano (World leading)          | Recorde asiático      | Recorde asiático (Asian)              | DNS                        | Não largou (Did not start)                |   |                                      |
| Recorde nacional     | Recorde nacional (National record)           | Recorde europeu       | Recorde europeu (European)            | DNF                        | Não terminou (Did not finish)             |   |                                      |
| Recorde pessoal      | Recorde pessoal do atleta (Personal best)    | Recorde da Oceania    | Recorde da Oceania (Oceania)          | DSQ / DQ                   | Desclassificado (Disqualified)            |   |                                      |
| Recorde da temporada | Recorde da temporada do atleta (Season best) | Recorde sul-americano | Recorde sul-americano (South America) | NM                         | Sem marca (No mark)                       |   |                                      |